# Alessandra Reß
Alessandra Reß (* 31. Oktober 1989 im Westerwald) ist eine deutsche Schriftstellerin.

## Leben
Reß wuchs im Westerwald auf und studierte Kulturwissenschaft. Inzwischen lebt sie in Koblenz und arbeitet im Bereich E-Learning und Medienkompetenz.
Ihre ersten Veröffentlichungen erschienen in Anthologien, 2013 wurde ihr Debütroman Vor meiner Ewigkeit im Art Skript Phantastik Verlag veröffentlicht. Seither folgten weitere Romane, Novellen und Kurzgeschichten in verschiedenen Bereichen der Phantastik, zudem ist sie seit mehr als 15 Jahren für verschiedene Fanzines tätig und betreibt in ihrer Freizeit den Blog FragmentAnsichten. Ihre Werke waren u. a. für den Deutschen Phantastik Preis und den Phantastik-Literaturpreis Seraph nominiert.
Reß veröffentlicht auch unter dem Pseudonym Aleska Zilly.
Sie ist ein Gründungsmitglied des Phantastik-Autoren-Netzwerks PAN.

## Werke

### Romane
- Vor meiner Ewigkeit. Art Skript Phantastik, Salach 2013, ISBN 978-3-9815092-6-7
- Spielende Götter. OhneOhren, Wien 2016, ISBN 978-3-8392-2366-6
- Liminale Personae. Amrun, Traunstein 2016, ISBN 978-3-903006-41-6
- Sommerlande. Torsten Low, Meitingen 2019, ISBN 978-3-96629-004-3.
- Die Türme von Eden. Lindwurm, Hamburg 2020, ISBN 978-3-948695-19-4
- Königsgift. Zehn Autor:innen – ein Roman. Roter Drache, Meschede 2023, ISBN 978-3-96815-065-9

### Heftromane
- Larry Brent. Die PSA-Akten 5: Melodie der Toten. BLITZ Verlag, Windeck 2015, ISBN 978-3-95719-795-5
- Die Netze von Nomoto. Wurdack, Nittendorf 2018, E-Book – danach in D9E: Der Loganische Krieg – Sammelband 1, ISBN 978-3-95556-149-9
- Eine Ahnung von Freiheit. Wurdack-Verlag, Nittendorf 2018, E-Book – danach in D9E: Der Loganische Krieg – Sammelband 2, ISBN 978-3-95556-150-5